# Criollo (tabacco)
Il Criollo è una tipologia di tabacco, utilizzata prevalentemente per la produzione di sigari. Secondo i resoconti storici, il Criollo sarebbe uno dei tabacchi originali di Cuba che già erano presenti come coltivati nelle americhe all'epoca di Cristoforo Colombo. Il termine significa propriamente "seme nativo" e pertanto termini come Dominican Criollo o simil non hanno nulla a che vedere col Criollo originale.

## Usi
Originariamente, il Criollo aveva molteplici usi nella costruzione dei sigari cubani. Dopo lo sviluppo del tabacco Corojo, il Criollo venne sempre più utilizzato come riempitivo, mentre il Corojo venne utilizzato come foglia per avvolgere i sigari per le sue migliori qualità in questo senso.
Si è scoperto che quando il Criollo viene coltivato sotto apposite coperture può dare delle foglie con maggiore elasticità Alcuni dei primi semi di Criollo vennero coltivati nella Valle del Jalapa del Nicaragua, e vennero introdotti nel mercato non cubano dal 2001.
La varietà ibrida Criollo 98, è stata sviluppata in quanto resistente ad alcuni agenti esterni, e venne sviluppato a Cuba per rimpiazzare quello tradizionale più debole sotto questo aspetto.